# 班巴·安德森
班巴·安德森（Anderson Soares de Oliveira ，1988年1月10日—）為巴西的足球員，在足球場上司職後衛 。 當前效力於德國的德國足球甲級聯賽法蘭克福俱樂部。

## 球會生涯

### 佛朗明哥時期
班巴·安德森的職業生涯最早開始於加入佛朗明哥俱樂部。其出色的表現使他贏得了三座國中州聯賽冠軍與青少年盃OPG。
班巴·安德森於2006年加入佛朗明哥俱樂部開始職業足球員生涯，並在2008年1月轉會至當地球會通布斯

### 德國時期
於2008年夏季，德甲球會勒沃庫森，確認了班巴·安德森將加入勒沃庫森。
班巴·安德森在2008-2009德甲賽季中在沒有德甲合約的狀態下，被勒沃庫森租借至德乙球會 奧斯納布魯克。
2009年7月1日，班巴·安德森同意租借至杜塞道夫足球俱樂部並效力2009-2010賽季。
2010年4月1日與門興簽訂合約，並在當年7月1日正式加入該球會
於門興效力一個賽季後, 班巴·安德森以租借形式被轉移至法蘭克福至今。

## 個人榮譽
佛朗明哥體育俱樂部
- 巴西盃:2006
- Campeonato Carioca de Juniores: 2006, 2007
- Taça Otávio Pinto Guimarães: 2006, 2007

## 資料來源
1. ↑  . cbf.com.br. （CBF 原始内容 请检查|url=值 (帮助)存档于2010-07-29） （葡萄牙语）.
2. ↑  . RP Online. 2008年7月19日  [2010年9月21日]. （原始内容存档于2016年1月21日） （德语）.
3. ↑  . reviersport.de. 2009年7月1日  [2010年7月1日]. （原始内容存档于2016年3月3日） （德语）.
4. ↑  . kicker.de. 2010年4月1日  [2010年9月21日]. （原始内容存档于2016年3月3日） （德语）.
5. ↑   [Anderson to Eintracht]. DFL. 2011年7月28日  [2011年7月28日]. （原始内容存档于2012年10月3日） （德语）.

## 外部連結
- fussballdaten.de：Anderson之統計數據 （德文）